# 莫蒂默·杜兰
亨利·莫蒂默·杜兰德爵士（英語：Sir Henry Mortimer Durand），GCMG KCSI KCIE PC （1850年2月14日——1924年6月8日）是一位英国英印外交官和印度公务员系统成员。

## 背景
他出生于印度博帕尔土邦的塞霍尔，是巴罗达驻扎官亨利·马里昂·杜兰德爵士的儿子，曾在布莱克希思私立学校和汤布里奇学校接受教育。 

## 职业
杜兰德于 1873 年进入印度公务员队伍。第二次英阿战争（1878-1880）期间，他担任喀布尔政治秘书； 1884年至1894年担任印度外交大臣； 1894年，他被任命为驻德黑兰全权公使，尽管他是一名波斯学者并且能说一口流利的波斯语，但他在德黑兰或伦敦的上级那里没有留下什么印象。他于 1900 年 3 月离开波斯， 此时，由于妻子艾拉的生病，他退出了社交生活，使馆陷入了萧条和混乱的状态。 1900年至1903年担任英国驻西班牙大使，1903年至1906年担任驻美国大使。
他于 1881 年被任命为 CSI 会员于 1888 年被授予 KCIE 爵位， 并于 1894 年被授予 KCSI 爵位 ，并于 1900 年被任命为 GCMG 

## 文学作品
1906年返回英国后，他开始致力于写作。
他还出版了父亲亨利·马里昂·杜兰德将军（1812-1871 年）的传记，并且也有成为一名小说家的抱负，经常与妻子ER 杜兰德夫人（1852-1913 年）作为合著者。他的一些出版物是：
- 纳迪尔·沙：一本历史小说(1908)
- 阿尔弗雷德·科明·莱尔爵士的一生(1913)
- 陆军元帅乔治·怀特爵士的一生，VC (1915)
- 第一次世界大战中的第十三骠骑兵(1921)
- 《西波斯秋季之旅》 （1902 年）由他的妻子ER Durand创作

## 遗产

### 杜兰线
杜兰线以莫蒂默爵士的名字命名，仍然是阿富汗和现代巴基斯坦之间的国际边界，得到除阿富汗以外的所有国家的正式承认。边界是两国之间持续争论的焦点，阿富汗单方面质疑边界的合法性。
1884 年，杜兰德通知阿富汗埃米尔阿卜杜尔·拉赫曼·汗( Abdur Rahman Khan )现代巴基斯坦（英属印度的继承国）和阿富汗之间的边境，潘杰德的驻军已按照俄罗斯将军科马罗夫的命令遭到屠杀。俄罗斯人希望阻止英国对赫拉特的占领，因此杜兰被派去阻止“当时俄罗斯与我们之间存在的紧张关系”，总督达费林勋爵写道，“这本身就可能是一场长期战争的悲惨起因” ”。英国报纸上的国内紧张局势加剧了这一事件的紧迫性，而拉赫曼迫切希望避免这场战争。圣彼得堡的格兰维尔勋爵和吉尔斯伯爵之间的电话线保持畅通。 
莫蒂默爵士受英属印度政府派往喀布尔，目的是解决阿富汗东北部与俄罗斯属地之间联合边界委员会所要求的领土交换问题，边界线与 1873 年相同，但南部的突出部分除外在潘杰德。英国明确表示，任何向赫拉特的进一步延伸都相当于宣战。拉赫曼在外交辩论中表现出了他一贯的能力，他在辩论中表现出他自己的观点或主张的坚韧，以及对真实情况的深刻洞察。成立了一个皇家委员会来划定阿富汗和英国统治的印度之间的边界。两方在帕拉吉纳尔扎营，这里现在是巴基斯坦联邦直辖部落地区的一部分，靠近阿富汗霍斯特。英国方面的莫蒂默·杜兰德 (Mortimer Durand) 和开伯尔政治代理人萨希布扎达·阿卜杜勒·卡尤姆 ( Sahibzada Abdul Qayyum)出席了该营地。阿富汗人由萨希布扎达·阿卜杜勒·拉蒂夫和代表阿米尔·阿卜杜尔·拉赫曼·汗的州长萨达尔·希伦迪尔·汗代表。 友好地同意了领土交换；英属印度政府和阿富汗政府之间的关系按照先前的安排得到了确认。拉合尔的杜兰德路也以他的名字命名。

### 杜兰德杯
1888 年，杜兰在西姆拉创办了杜兰德杯，以宣传体育作为保持健康手段的价值，并鼓励印度的体育竞赛。后来它以他的名字命名。  

## 死亡
人们对杜兰德先生的坟墓存在误解，导致人们错误地认为他埋葬在巴基斯坦。然而，事实上，他在英国萨默塞特郡的波尔登去世，并安葬在那里。 与他有关的坟墓实际上属于他的父亲亨利·马里昂·杜兰德爵士。